# Eduard von Keyserling
Eduard von Keyserling (n. 14 mai 1855, Kalvene Parish⁠(d), Aizpute Municipality⁠(d), Letonia – d. 28 septembrie 1918, München, Imperiul German) a fost un scriitor german, exponent al impresionismului.
În scrierile sale, de tonalitate melancolică și factură impresionistă, a evocat în special declinul aristocrației germane.

## Scrieri
- 1892 — A treia treaptă ("Die dritte Stiege")
- 1900 — O jertfă de primăvară ("Ein Frühlingsopfer")
- 1904 — Peter Hawel
- 1911 — Valuri ("Wellen")
- 1914 — Nicky
- 1917 — Principese ("Fürstinnen")